# 宝弘
宝弘（法語：Boiron，法語發音：[bwaʁɔ̃]）是法国順勢療法藥物生產商，1932年由雙胞胎兄弟Jean & Henrry BOIRON創立，總部設於法國里昂，業務範國達全球五十九個國家，是全球最大順勢療劑生產商，目前是CAC股票指數一員。目前主要的經營者為BOIRON家族成員。 於2004年有僱員2,779人，2014年僱員達到3,723人。2004年營業額達三億一千三百萬歐元。2013年營業額達到六億一千七百萬歐元，9年來成長了將近1倍。

## 消費訴訟
美國消費者向宝弘發起了幾宗集體訴頌，指責它們生產的順勢療法藥物，包括兒童感冒藥和歐斯洛可舒能，均全無效用。訴頌以指該公司以誤導手法宣傳這些藥物。最終以和解收場，且至今美國FDA仍繼續允許這些所謂的順勢療法藥品，合法地在市場上銷售。FDA（页面存档备份，存于）